# ناحیه یورک، شهرستان کلارک، ایلینوی
ناحیه یورک، شهرستان کلارک، ایلینوی (به انگلیسی: York Township) یک منطقهٔ مسکونی در ایالات متحده آمریکا است که در شهرستان کلارک، ایلینوی واقع شده‌است. ناحیه یورک ۵۵۱ نفر جمعیت دارد و ۱۳۷ متر بالاتر از سطح دریا واقع شده‌است.